# Satraparchis chilonaria
Satraparchis chilonaria är en fjärilsart som beskrevs av Herrich-Schäffer 1855. Satraparchis chilonaria ingår i släktet Satraparchis och familjen mätare. Inga underarter finns listade.